# IJK Software
Pour les articles homonymes, voir IJK.
IJK Software était une société britannique de création et d'édition de jeux vidéo, créée en 1983 par John S. Sinclair, son oncle Ian et son père Keith ; le nom de la société est formé avec les initiales des prénoms ; le logo reprend ces initiales surmontées des trois S des noms (soit Sinclair). Il est probable que la société ait existé sous un autre nom avant 1983 si l'on en croit une déclaration faite par Ian Sinclair en 1986 selon laquelle la société aurait cinq années d'existence.
Les locaux de la société étaient situés dans l'Unit 3C située à Moorfields, Moor Park Avenue, Bispham, Blackpool, Lancs.
La société a d'abord édité des logiciels de jeux pour Acorn BBC, puis s'est spécialisée sur la plateforme Oric avant de s'ouvrir au Commodore 64 puis finalement aux Amstrad CPC et ZX Spectrum. Il n'y a pas trace de jeux IJK dont le copyright est postérieur à 1986.
Il n'y a aucun lien entre les Sinclair d'IJK Software et Sir Clive Sinclair (de Sinclair Research).

## Jeux édités

### 1982
- 3D Maze pour BBC Micro et Oric

### 1983
- Atlantis pour BBC Micro
- 3D Maze & Breakout pour Oric, un jeu de labyrinthe en 3D et un casse-briques (sur la même cassette)
- Candy Floss & Hangman pour Oric et BBC Micro, un jeu de plateau et un jeu du pendu (sur la même cassette)
- Fantasy Quest, un jeu d'aventure pour Oric
- Hyperdrive pour BBC Micro
- Invaders, un clone de Space Invaders pour Oric et BBC Micro
- Probe 3, un jeu de tir spatial pour Oric
- Reverse, un jeu d'Othello pour Oric
- Xenon 1 pour Oric

### 1984
- 3D Noughts & Crosses et Backgammon, un jeu de morpion en 3D et un jeu de backgammon (sur la même cassette)
- Attack of the Cybermen pour Oric, un jeu de type Robotron
- Chess pour Oric, un jeu d'échecs
- Cribbage pour Oric, un jeu de carte
- Dambuster, un simulateur de vol
- Don't press the letter Q, un jeu d'action
- Draughts, un jeu de dames anglaises pour Oric
- Frigate Commander, un jeu de simulation de combat maritime pour Oric
- Ghost Gobbler, un clone de Pac Man pour Oric
- Green X Toad (Green Cross Toad), un clone de Frogger pour Oric
- Jouste, un clone de Joust pour Commodore 64
- Krazy Kar, un jeu de course de voitures pour Commodore 64
- Superfruit, un jeu de machine à sous pour Oric
- Trickshot, un jeu de billard pour Oric
- Zebbie, un jeu de plateforme pour Oric
- Zorgon's revenge pour Oric

### 1985
- Damsel in distress pour Oric
- Playground 21, un jeu de plateforme pour Oric
- Rocket Ball pour Commodore 64
- Xenon III pour Oric

### 1986
- AMSoccer, une simulation de football pour Amstrad CPC issue de ComputerSmith datant de 1984, réactualisée pour une gamme de jeux nommée Strobe, a flash of brilliance
- Crimebusters!, une copie de Spellbound pour Sinclair Spectrum
- H.A.R.D., un jeu de tir pour Sinclair Spectrum inspiré de Android One (en)
- Rocket Ball pour Amstrad CPC

### 1987
- Who said that ? un jeu de platforme pour Sinclair Spectrum édité par Tynesoft[3].
- Collin the Cleaner, un jeu de plateforme pour Sinclair Spectrum édité par Tynesoft[4].
- Tidy Tony, un jeu de tir façon Berzerk pour Sinclair Spectrum édité par Tynesoft[5].